# Trygonoptera testacea
Trygonoptera testacea là một loài cá đuối ó thuộc họ Urolophidae. Đây là loài cá đuối phổ biến nhất ở vùng nước ven bờ phía đông Úc. Chúng thường cư ngụ ở các cửa sông, đáy cát, và rạn san hô nhiều đá từ bờ biển đến vùng nước có độ sâu 60 m (200 ft). Bề ngoài màu nâu hay xám, đĩa vây ngực tròn với mỏ rộng hình tam giác. Loài cá này có thể đạt chiều dài 52 cm (20 in).
Khi còn non, chúng hầu như chỉ ăn tôm; khi trưởng thành chúng ăn chủ yếu Polychaeta. Đây là loài noãn thai sinh, với phôi đang phát triển được nuôi lớn bởi "histotroph" ("sữa tử cung") sản xuất bởi con mẹ. Cá cái thường đẻ hai con non mỗi lần.